# Mężczyzna w brązowym garniturze
 Mężczyzna w brązowym garniturze  (ang. The Man In The Brown Suit, autorka rozważała też tytuł Mystery Of The Mill House) – powieść kryminalna Agathy Christie, wydana po raz pierwszy w 1924 roku. Akcja toczy się w Południowej Afryce. Występuje w niej pułkownik Race.

## Opis fabuły
Anna Beddingfeld, córka sławnego archeologa, prowadzi monotonne życie. Prawie od zawsze marzyła o jakiejś przygodzie. Okazja nadarza się, kiedy jej ojciec umiera na skutek obustronnego zapalenia płuc. W związku z tym Anna wyjeżdża z rodzinnych stron do Londynu. Pewnego dnia, czekając na pociąg na stacji, zauważa tajemniczego mężczyznę, który nagle się czegoś przestraszył i cofnął się, spadając na tory. Nieznajomy ginie na miejscu. Uwagę Anny zwraca dziwny lekarz, który udaje, że ogląda zmarłego i szybko ucieka z miejsca wypadku. Kiedy ten się spieszy, wypada mu z kieszeni kartka. Anna podnosi ją i próbuje rozszyfrować wiadomość, która była zapisana na skrawku papieru. Parę dni później w domu sir Eustachego Peedlera zostaje zabita  nieznana kobieta. Gazety i policja podejrzewają, że morderstwa dokonał "mężczyzna w brązowym garniturze". Anna wierzy, że zna rozwiązanie zagadki śmierci obydwu ofiar. Bez żadnych oszczędności wyrusza do Południowej Afryki. W prologu dowiadujemy się, że rosyjska tancerka Nadina postanawia wydać swojego szefa, noszącego pseudonim Pułkownik, dla którego nielegalnie pracowała w czasie wojny.